# Siracusai Könnyező Madonna
Siracusai Könnyező Madonna egy Szűz Máriát ábrázoló gipsz öntvény szobor, mely a szemtanúk vallomása alapján négy napig folyamatosan könnyezett a szicíliai Siracusa városában.
A gipsz féldombormű
Egy üveglapra felcsavaroztak egy 28x24 centiméteres, Szűz Máriát ábrázoló gipszöntvény féldomborművet. A Bagni di Luca gyárban az ILPA társaság gyártotta és forgalmazta. A cég a vizsgálat során kijelentette, ugyanabból a gipszből készítették az összes kifutó darabokat, semmilyen egyedi változtatást nem tettek a gyártás közben.

## Története
A város via degli Orti di San Giorgio 11. számú házában Antonietta Guisto áldott állapotban volt. 1953 augusztusában a szülés után beteg lett. Fájdalmas görcsrohamok gyötörték az orvosok nem tudtak segíteni, a kimerült nő állapota válságosra fordult. Férje - Angelo Jannuso -, munkába indulás közben zúgolódva vádolta a Madonnát miért nem segít. 29-én hirtelen jobbra fordult a nő állapota és nedvesség csepegett rá, amikor az ágyban feküdt. Kiderült, hogy az a Madonna gipszmásolat kezdett könnyezni, amit nászajándékba kapott a fiatal pár az egyik rokontól, és az ágy fölé akasztottak. Hamarosan egyre többen lettek a lakásban, úgyhogy valaki kihívta a rendőrséget.

## Vizsgálat
- A rendőrök az őrszobára vitték a könnyező Madonnát és megállapították, hogy nincs csalás. A La Sicilia tudósítója megemlíti, hogy a jelenséget olyan emberek is megállapították, akik „megrögzötten hitetlenek voltak”. Egyházi felkérésre még augusztus 31-én tartományi egészségügyi szakember csoport lett megbízva, hogy „gyökeresen végére járjanak” a dolognak. A csoport érkeztétől számítva, még tizenöt percig könnyezett, és szeptember 1-jén 11 óra 15 percig sírt. Alig több mint egy köbcentiméter könnyet gyűjtöttek össze. A tudományos vizsgálat azt mutatta ki, hogy könny, amely emberi fehérjét tartalmaz. Számításaik szerint mintegy négy litert könnyezhetett.
- Az év végéig 189 tanút hallgattak ki, akik egyöntetűen azt mondták, könnyezett. Leginkább érdekes ezek közül annak a rendőrnek a vallomása, aki a lakástól, a via Romáig tartó út alatt az autóban ülve tartotta a szobrot, és az egyenruhája teljesen nedves lett. A jegyzőkönyv továbbá kitér a rendőrségre érkezés utáni időszakra: az üveglapról leszedett szobrot a legnagyobb részletességgel megvizsgálták, mindenhol száraz volt, csak a szemeiből jöttek a könnycseppek. Ezután letörölték a szemet, hogy az is száraz legyen. de újabb könnycseppek jöttek elő a szemből. A rendőrök megrendültek, letérdeltek, és imádkoztak.

## A Könnyező Madonna kegyhelyei
A szobor nem maradhatott a lakásban, mert igen sokan akarták megnézni. Már az első három hónapban 1076 zarándoklatot számolt össze a városi bizottság.
Az öntött gipsz végleges helyre került a Santuario della Madonna delle Lacrime altemplomába és a Siracusai főegyházmegye érseke Siracusa városát 1968. szeptember 1-jén felajánlotta a Szűz Mária Szeplőtelen Szívének.